# 兵頭勲
兵頭 勲（ひょうどう いさお、1942年 - 2022年6月15日）は、日本の農学博士（畜産学）、元東京都畜産試験場長。

## 略歴
1942年、愛媛県東宇和郡野村町前石（現・西予市）に生まれる。
1960年、愛媛県立野村高等学校を卒業。同年東京農業大学に入学、同大学院農学科畜産を専攻する。大学院修了後は、駒沢学園女子高等学校で生物の教鞭を執っていた。しかし、日本の農業に携わる仕事への欲求から、1971年に東京都職員となり、新島での養豚の技術指導に当たる。その後、東京都畜産試験場で研究員として養豚を担当する。
東京都畜産試験場で、環境畜産部長、畜産試験場長を経て2002年3月に東京都畜産試験場を退職する。
その後は、東京都農業会議や民間会社の役員を歴任。日本養豚学会理事会推薦評議員、日本畜産学会員、日本動物遺伝育種学会員を勤めていた。
2022年6月15日、脳梗塞のために死去。

## 主な業績
東京都畜産試験場での主な業績を以下に挙げる。
- PSE肉（Pale Soft Exudative meat）の生理遺伝研究
- 系統豚エド（エドポーク）の研究開発
- 高品質豚トウキョウXの研究開発

トウキョウXの研究開発では、東京都農林水産振興財団理事長賞を受賞している。

## 著作
- 『Tokyo-X豚の開発に関する遺伝育種学的研究』（東京農業大学博士論文、2001年）NAID 500000228091

共著
- 『農業用語大辞典』「養豚に関する用語」（日本総合図書販売、1983年）
- 『豚病臨床図説』（日本畜産振興会、1985年）
- 『江戸・東京暮らしを支えた動物たち』（JA東京中央会、1996年、ISBN 978-4540950780）
- 『畜産大辞典』（養覧堂、1996年）

## TV出演
- 『学びEye!』（2012年6月放送、「#51 極上ブランド豚 おいしさのヒミツ」）[2][7]

## 所属学会
- 家畜育種研究会
- 動物遺伝研究会
- 日本畜産学会
- 日本養豚学会